# Slovenský čuvač
Slovenský čuvač o Cuvac Slovacco è una razza canina di origine slovacca riconosciuta dalla FCI (Standard N. 142, Gruppo 1, Sezione 1).

## Descrizione
Il pelo è foltissimo in tutte le parti del corpo ad eccezione della testa e delle zampe, soprattutto nei maschi, che possiedono una folta criniera. Il sottopelo è soffice e denso per proteggerlo dal freddo e dalla pioggia. L'unico colore ammesso è il bianco, mentre qualsiasi altra sfumatura viene rifiutata categoricamente. La coda, in situazione di riposo, è portata bassa, pendente fino alla garrella. In movimento questa si arriccia. La testa è robusta forte e armonica. Gli occhi sono di colore scuro e di forma ovale. Le orecchie sono attaccate alte ma molto mobili e portate aderenti alla testa.

## Carattere
È, come dimostra la storia, un ottimo cane da guardia al quale non manca certo il coraggio. Rimane sempre fedele al padrone e alla famiglia. Docilissimo con le persone considerate amiche, può diventare molto pericoloso contro estranei che reputa pericolosi e altri animali che invadono furtivamente la sua proprietà.

## Adatto per...
- Compagnia
- Guardia
- Protezione Civile
- Difesa

## Non adatto per...
- Agility Dog
- Fly ball
- Freestyle
- Obedience